# Hybrid Air Vehicles
Hybrid Air Vehicles é um fabricante britânico de dirigíveis híbridos. É o fabricante do HAV 304

## Galeria de imagens

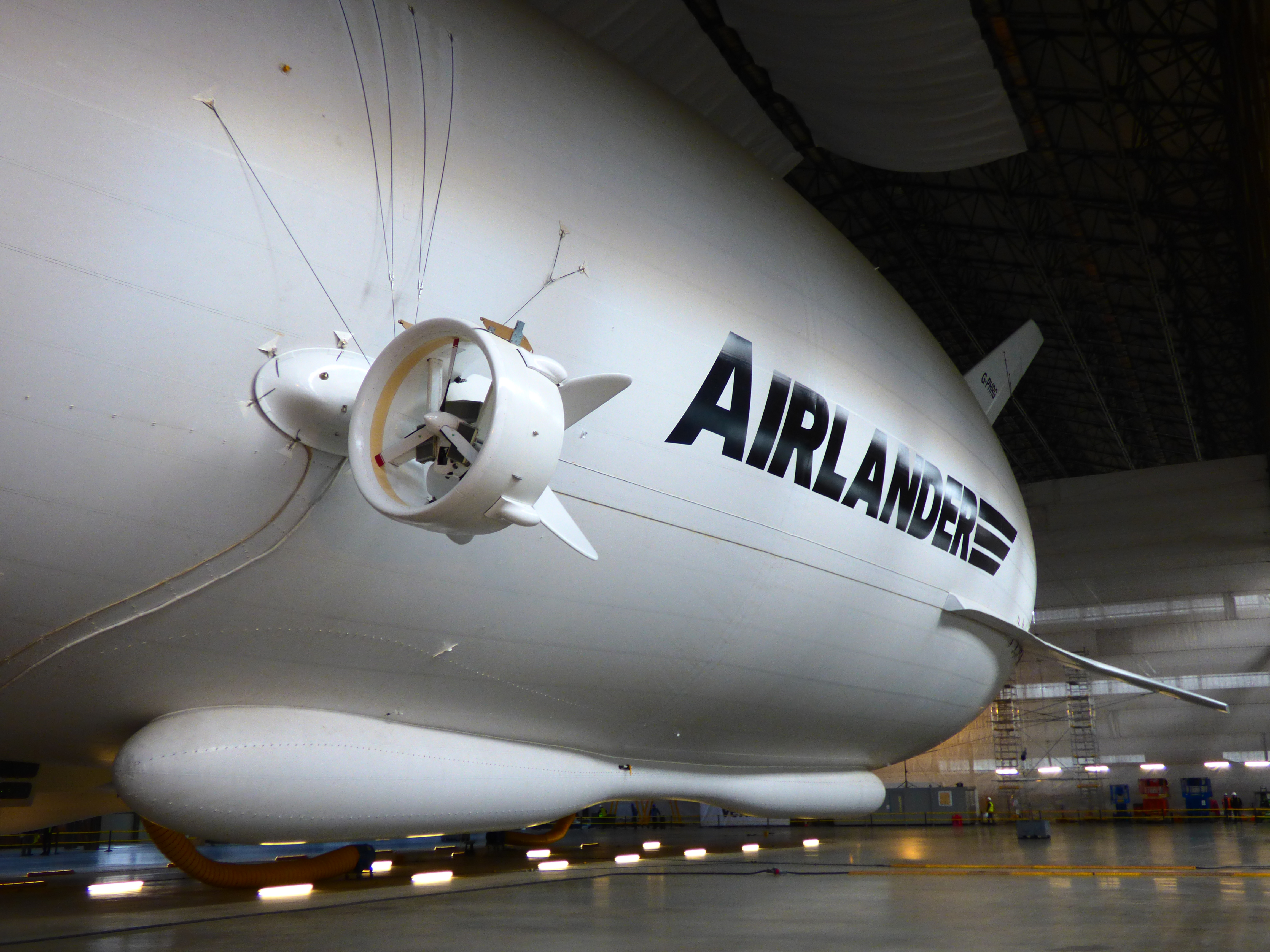
Aeronave da Hybrid Air Vehicles no hangar
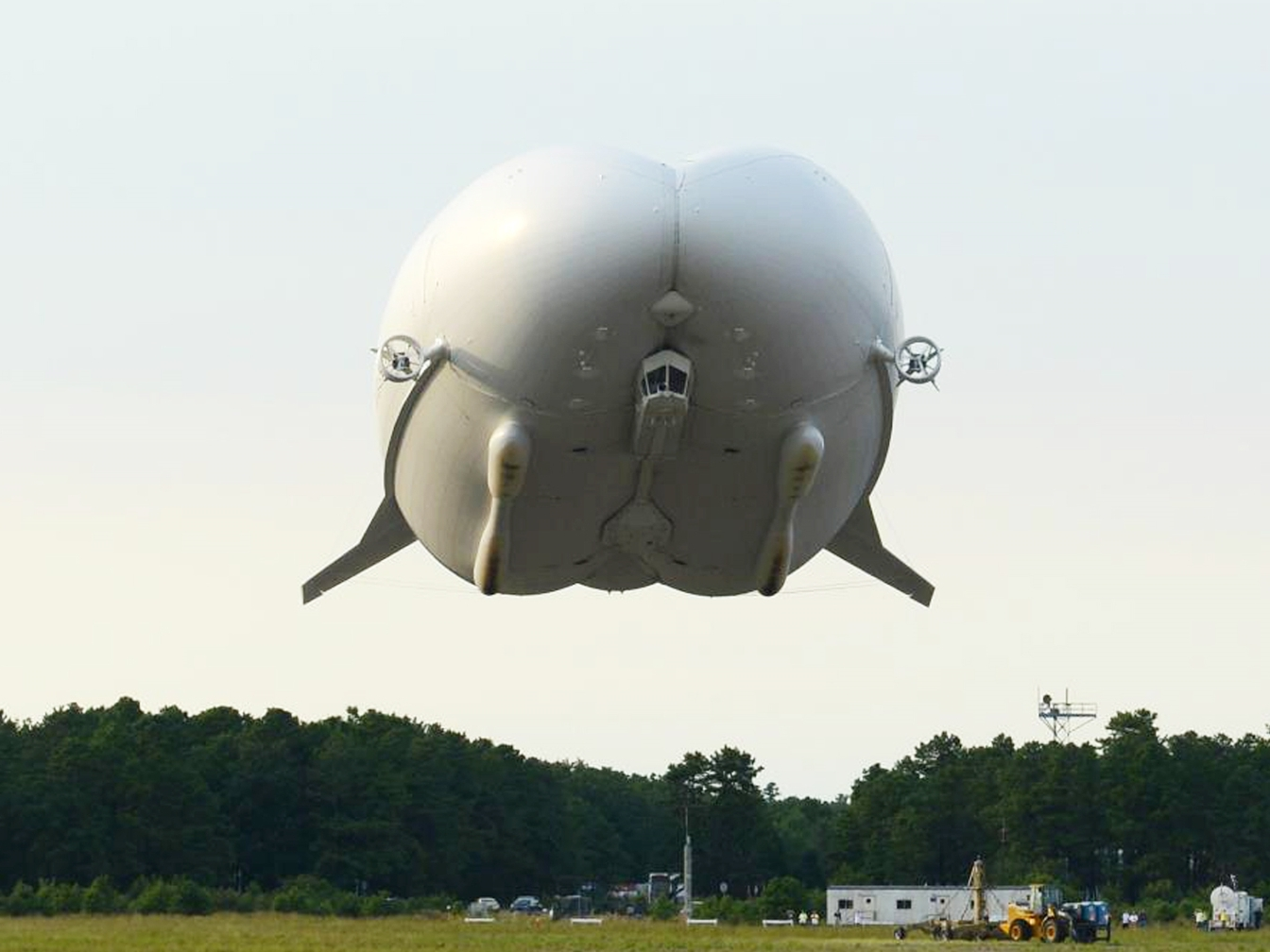
dirigível da Hybrid Air Vehicles em pleno voo